# Buthidae
Buthidae – najbardziej liczna rodzina skorpionów. Poszczycić się może najsilniej jadowitymi skorpionami świata (m.in. Leiurus quinquestriatus). Praktycznie wszystkie gatunki, których przedstawiciele kiedykolwiek spowodowały poważniejszy uszczerbek na zdrowiu człowieka, należą do tej rodziny. Znajdziemy w niej jednak również setki gatunków, których ukąszenie jest kompletnie nieszkodliwe dla człowieka.

## Rodzaje
- Afghanobuthus Lourenço, 2005
- Afroisometrus Kovarík, 1997
- Akentrobuthus Lamoral, 1976
- Alayotityus Armas, 1973
- Ananteris Thorell, 1891
- Androctonus Ehrenberg, 1828
- Anomalobuthus Kraepelin, 1900
- Apistobuthus Finnegan, 1932
- Australobuthus Locket, 1990
- Babycurus Karsch, 1886
- Baloorthochirus Kovarik, 1996
- Birulatus Vachon, 1974
- Buthacus Birula, 1908
- Butheoloides Hirst, 1925
- Butheolus Simon, 1882
- Buthiscus Birula, 1905
- Buthoscorpio Werner, 1936
- Buthus Leach, 1815
- Centruroides Marx, 1890
- Charmus Karsch, 1879
- Cicileiurus Teruel, 2007
- Cicileus Vachon, 1948
- Compsobuthus Vachon, 1949
- Congobuthus Lourenço, 1999
- Darchenia Vachon, 1977
- Egyptobuthus Lourenço, 1999
- Grosphus Simon, 1880
- Femtobuthus Lowe, 2010
- Hemibuthus Pocock, 1900
- Hemilychas Hirst, 1911
- Himalayotityobuthus Lourenço, 1997
- Hottentotta Birula, 1908
- Iranobuthus Kovarík, 1997
- Isometroides Keyserling, 1885
- Isometrus Ehrenberg, 1828
- Karasbergia Hewitt, 1913
- Kraepelina Vachon, 1974
- Lanzatus Kovarik, 2001
- Leiurus Ehrenberg, 1828
- Liobuthus Birula, 1898
- Lissothus Vachon, 1948
- Lychas C.L. Koch, 1845
- Lychasioides Vachon, 1974
- Mauritanobuthus Qi & Lourenço, 2007
- Mesobuthus Vachon, 1950
- Mesotityus Gonzalez-Sponga, 1981
- Microbuthus Kraepelin, 1898
- Microcharmus Lourenço, 1995
- Microtityus Kjellesvig-Waering, 1966
- Neobuthus Hirst, 1911
- Neogrosphus Lourenço, 1995
- Neoprotobuthus Lourenço, 2000
- Odontobuthus Vachon, 1950
- Odonturus Karsch, 1879
- Orthochiroides Kovarík, 1998
- Orthochirus Karsch, 1891
- Pantobuthus Lourenço & Duhem, 2009
- Parabuthus Pocock, 1890
- Pectinobuthus Fet, 1984
- Physoctonus Mello-Leitao, 1934
- Picobuthus Lowe, 2010
- Plesiobuthus Pocock, 1900
- Polisius Fet, Capes & Sissom, 2001
- Psammobuthus Birula, 1911
- Pseudolissothus Lourenço, 2001
- Pseudolychas Kraepelin, 1911
- Pseudouroplectes Lourenço, 1995
- Razianus Farzanpay, 1987
- Rhopalurus Thorell, 1876
- Riftobuthus Lourenço, Duhem & Cloudsley-Thompson 2010
- Sabinebuthus Lourenço, 2001
- Saharobuthus Lourenço & Duhem, 2009
- Sassanidothus Farzanpay, 1987
- Somalibuthus Kovarík, 1998
- Somalicharmus Kovarík, 1998
- Thaicharmus Kovarík, 1995
- Tityobuthus Pocock, 1893
- Tityopsis Armas, 1974
- Tityus C.L. Koch, 1836
- Troglorhopalurus Lourenço, Baptista & Giupponi, 2004
- Troglotityobuthus Lourenço, 2000
- Uroplectes Peters, 1861
- Uroplectoides Lourenço, 1998
- Vachoniolus Levy, Amitai & Shulov, 1973
- Vachonus Tikader & Bastawade, 1983
- Zabius Thorell, 1893